# Pfarrgasse (Freistadt)

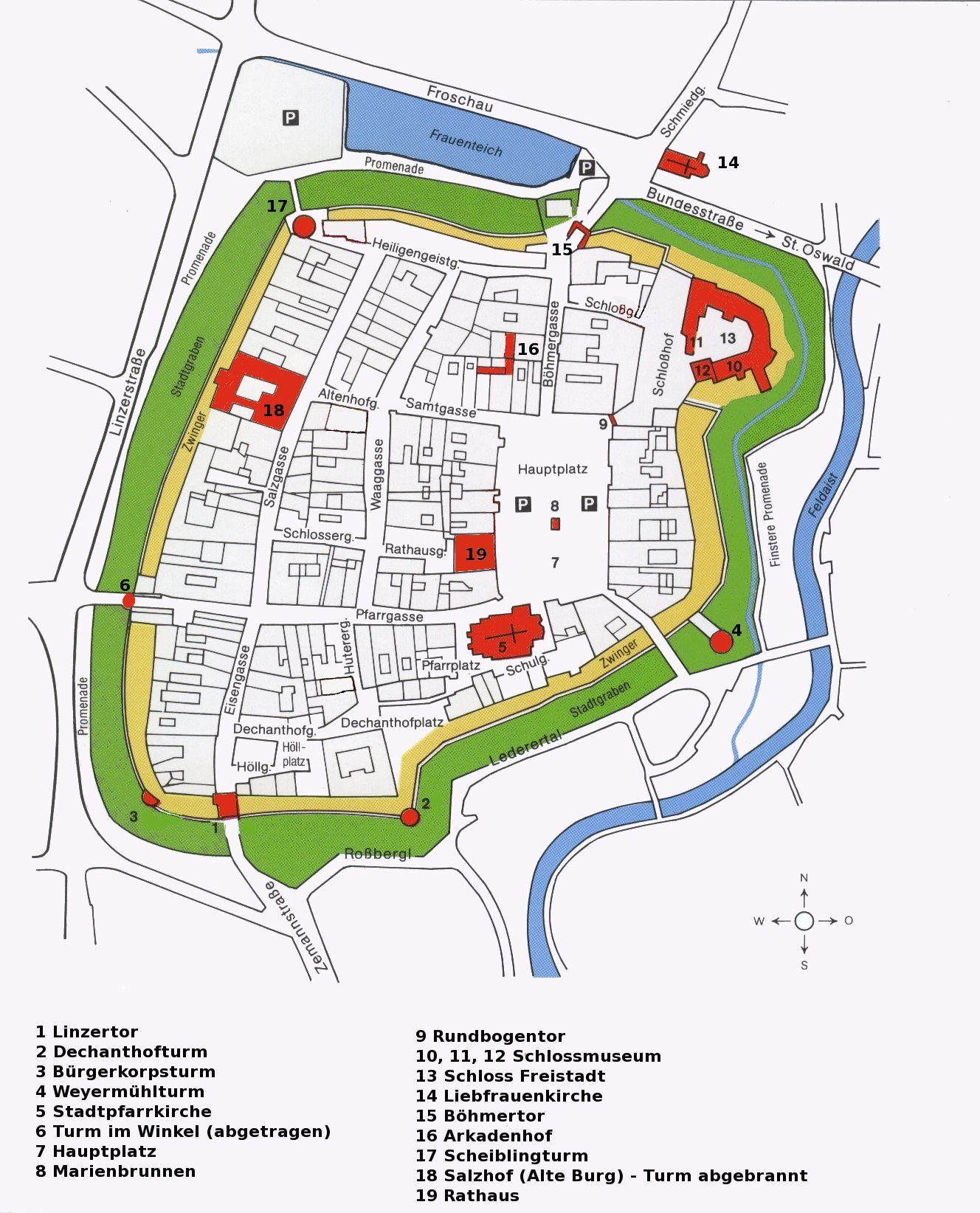
Die Altstadt mit dem Verlauf der Pfarrgasse

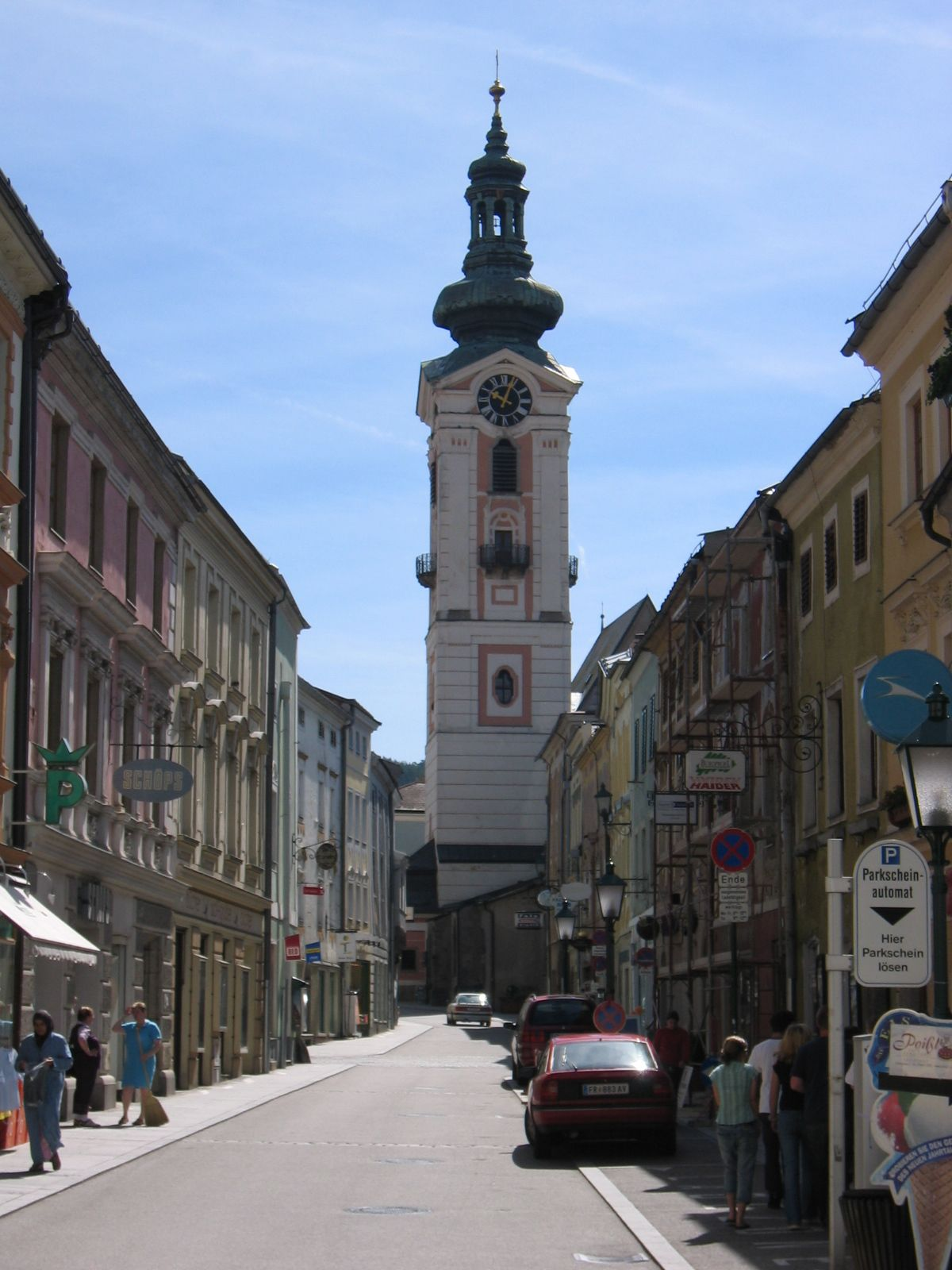
Die Pfarrgasse in Richtung Hausnummer 1 gesehen

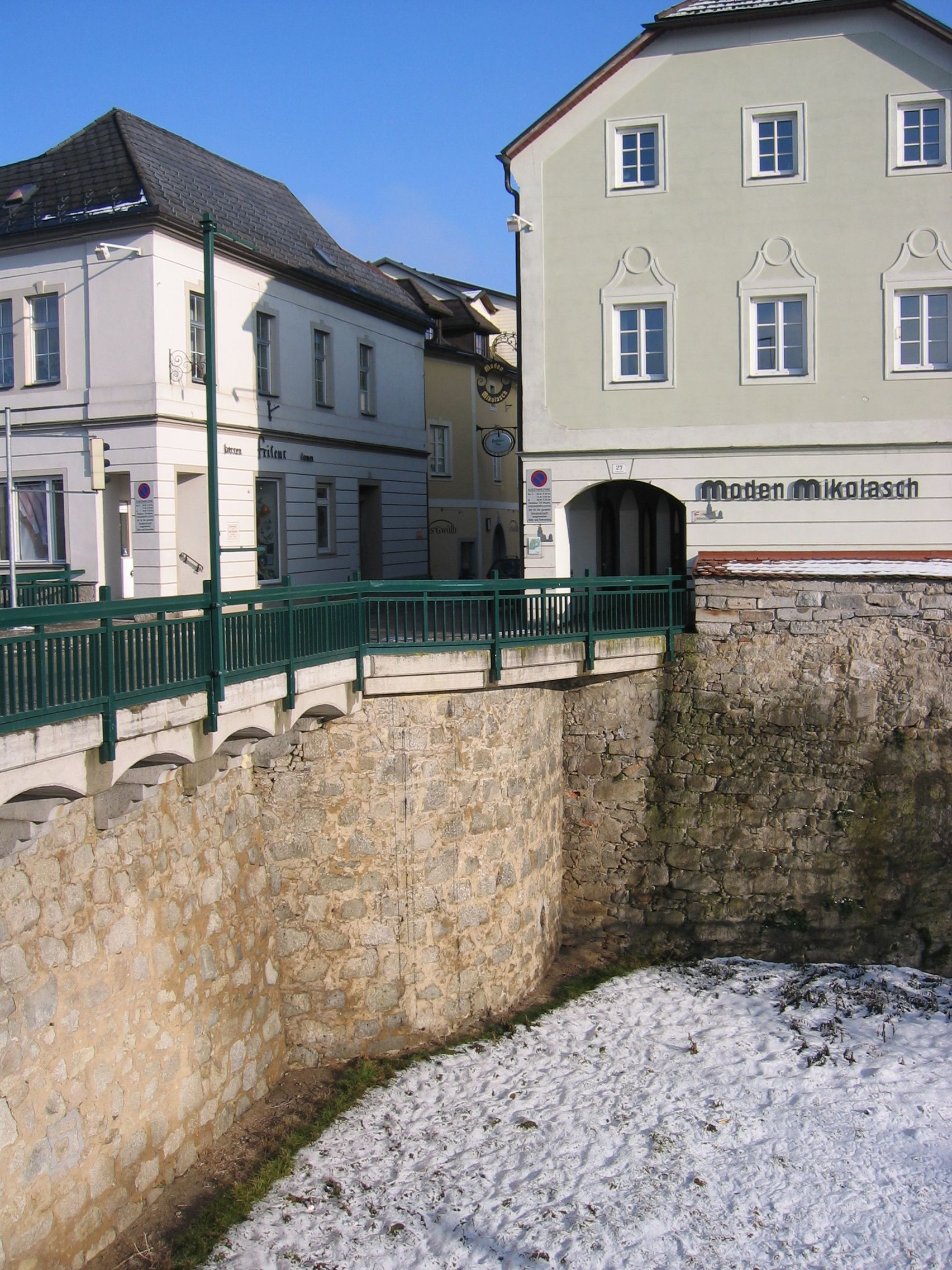
Die Stadteinfahrt mit den Fundamentresten des Turms im Winkel

Die Pfarrgasse ist mit rund 230 Metern die längste Straße in der Altstadt von Freistadt im oberösterreichischen Mühlviertel. Die Gasse wurde zum größten Teil bereits bei der Stadtgründung im 13. Jahrhundert angelegt und liegt innerhalb der Stadtmauern der Altstadt.
Im Mittelalter war der Name der Straße Linzergasse und sie reichte vom Hauptplatz bis zum Linzertor. Der Teil von der Kreuzung mit der Salzgasse zum Turm im Winkel war bis 1815 eine Sackgasse. Erst durch den Brand 1815 und die Abtragung des Turms samt Errichtung einer Brücke (1835) wurde die heutige Pfarrgasse geschaffen. Der andere Teil zum Linzertor wurde die heutige Eisengasse. Heute führt die Pfarrgasse vom Hauptplatz bis zur Kreuzung mit der Mühlviertler Straße (B310). Diese Stadteinfahrt für Kraftfahrzeuge ist heute der wichtigste Zugang zur Stadt und zugleich die einzige Möglichkeit mit Bussen oder Lastkraftwagen in die Altstadt zu gelangen.
Entlang der heutigen Pfarrgasse stehen 27 Häuser, davon sind 21 denkmalgeschützt. Bei den beiden großen Stadtbränden 1507 und 1516 wurden alle Häuser der Stadt vernichtet, so auch in der Pfarrgasse. Auf Grund der Stadtbrände sind viele alte Dokumente aus der Erbauungszeit der Häuser verloren gegangen. Auch 1815 beim Brand wurde ein Teil der Häuser in Mitleidenschaft gezogen.

## Denkmalgeschützte Bauten
Sortiert nach heutigen Hausnummern mit Angabe der ehemaligen Adresse im Mittelalter in Klammer. Diese Gebäude wurden bis 2004 in die Denkmalliste Österreichs aufgenommen.
Eckhaus Pfarrgasse 1/Pfarrplatz 4 (Bürgerhaus, früher Stadt Nr. 29)
Ein markantes Eckhaus mit hoher Blendmauer und annähernd quadratischem Grundriss das seit 1940 unter Denkmalschutz steht. Bei diesem Gebäude wurden in der Renaissancezeit zwei Einzelhäuser miteinander verbunden. Bemerkenswert ist ein rundbogiges Renaissanceportal in manierierter Rustikarahmung aus der Zeit um 1580. Die Obergeschoßfassade ist spätbarock. Eine Figurennische an der Fassade zeigt den Hl. Sebastian. Im Inneren finden sich meist Kreuzgratgewölbe und Stichkappentonnengewölbe.
Eckhaus Pfarrgasse 2/Hauptplatz 24 (Bürgerhaus, früher Stadt Nr. 120)
Ein stark erneuertes, dreigeschoßiges Eckhaus mit spätgotischem Kern aus dem ersten Drittel des 16. Jahrhunderts. Das Gebäude hat einen schmalen Hoftrakt und war früher mit Pfarrgasse 4 verbunden. Die Hauptfront ziert ein reich dekorierter, spätgotischer Erker aus der Zeit um 1520. An der Brüstung findet sich ein reiches Schlingrippenornament. Im Inneren sind im Erdgeschoß spitzbogige Mauernischen aus der ersten Hälfte des 16. Jahrhunderts. Im ersten Stock ist eine Riemlingdecke über Rüstbaum. Im Hoftrakt sind vermauerte spätgotische Arkaden zu sehen. Das Gebäude steht seit 1940 unter Denkmalschutz.
Pfarrgasse 3 (Bürgerhaus, früher Stadt Nr. 30)
Ein Gebäude mit mittelalterlichem Kern, das im 18. und 19. Jahrhundert umgebaut wurde und seit 1971 unter Denkmalschutz steht. Ein kleines, dreigeschoßiges Gebäude mit hoher Blendmauer. Die späthistoristische Fassade stammt aus der zweiten Hälfte des 19. Jahrhunderts. Im Inneren findet sich ebenerdig ein Kreuzgratgewölbe, im ersten Obergeschoß ein Tonnengewölbe mit versetzten Stichkappen. In den Platzstuben sind verputzte Tramdecken auf Rüstbäumen.
Pfarrgasse 4 (Bürgerhaus, früher Stadt Nr. 121)
Ein breit gelagertes, zweigeschoßiges Haus mit hofseitig, außenliegendem Treppenaufgang. Der kurze Hofflügel war früher mit Haus Hauptplatz 24 verbunden. Der Hausstock stammt aus dem ersten Drittel des 16. Jahrhunderts und wurde im Barock umgestaltet. Die spätbarocke Fassade weist Fensterstuckdekor aus der Zeit um 1800 auf. Eine rundbogige Fensternische zeigt zwei barocke Figuren, die Heiligen Franz von Paola und Johann Nepomuk. Im Inneren besitzt das Obergeschoß ein barockes Kreuzgratgewölbe mit barocker Malerei aus der Zeit um 1750. Im Hofflügel finden sich spätgotische Segmentbogenarkaden auf abgefassten Pfeilern mit Kreuzgratwölbung. Seit 1971 steht das Gebäude unter Denkmalschutz.
Pfarrgasse 5 (Bürgerhaus, früher Stadt Nr. 31)
Ein spätgotischer Bau aus dem ersten Viertel des 16. Jahrhunderts das seit 1971 unter Denkmalschutz steht. Das eingeschoßige Haupthaus mit hoher Blendmauer besitzt Hofflügeln und ein Hinterhaus um einen kleinen Rechteckhof. Im 17. und 18. Jahrhundert erfolgten barocke Umgestaltungen. Die Hauptfassade mit typischer, bahnenartigen Gliederung und einem spätgotischen Schulterbogenportal. Im Inneren findet sich im Erdgeschoß eine Einpfeilerhalle mit Kreuzgratgewölbe. Im Obergeschoß finden sich barocke Stichkappentonnengewölbe bzw. Kreuzgratgewölbe. Die Platzstube besitzt eine verputzte Tramdecke auf mächtigem Rüstbaum. Das Hinterhaus wurde vermutlich im Barock aufgestockt und besitzt im Obergeschoß ein barock geschwungenes Deckenstuckfeld. Im Gebäude war die ehemalige Seifensiederei untergebracht.
Pfarrgasse 7 (Bürgerhaus, früher Stadt Nr. 32)
Ein spätmittelalterliches Gebäude mit zweigeschoßigem Haupthaus und dreigeschoßigen Hoftrakten um einen Rechteckhof. Im 17. und 18. Jahrhundert erfolgten Adaptierungen. Die Barockfassade des Haupthauses wurde um 1740 gestaltet und besitzt ein breites Segmentbogentor mit einer hohen Blendmauer. Im Inneren besitzt die Mitteldurchfahrt ein Tonnengewölbe, das auch in mehreren Räumen der Hoftrakte zu finden ist. Der Hof besitzt spätgotische Laubengänge an zwei Seiten. Seit 1971 steht das Haus unter Denkmalschutz.
Pfarrgasse 8 (Bürgerhaus, früher Stadt Nr. 123)
Ein zweigeschoßiger Bau, der in der Renaissance aus zwei Einzelhäusern entstand. Die Hauptfront besitzt einen zweiachsigen, spätgotischen Flacherker auf Konsolen und Maßwerkfries aus dem ersten Drittel des 16. Jahrhunderts. Ein Rundbogenportal besitzt die Jahreszahl 1616. Im Inneren finden sich Tonnengewölbe in der Mitteldurchfahrt, und im Obergeschoßflur. Die Erkerstube besitzt eine mächtige, spätgotische Riemlingdecke aus dem ersten Drittel des 16. Jahrhunderts. Das Haus steht seit 1940 unter Denkmalschutz.
Eckhaus Pfarrgasse 9/Hutterergasse 1 (Bürgerhaus, früher Stadt Nr. 33)
Ein zweigeschoßiges Eckhaus mit Walmdach und glatt geputzter Fassade. Der Kern ist spätmittelalterlich, 1646 erfolgte eine bauliche Umgestaltung. Im Inneren gibt es Stichkappentonnengewölbe und Rundbogennischen. Seit 1995 steht das Haus unter Denkmalschutz.
Eckhaus Pfarrgasse 11/Hutterergasse 2 (Bürgerhaus, früher Stadt Nr. 34)
Ein historisch erhaltenes Bürgerhaus, das 1389 als Brauerei erwähnt wurde. Umbauten erfolgten im zweiten Drittel des 18. Jahrhunderts mit Barockisierung der Fassade. In einer Nische steht eine barocke Figur aus der Mitte des 18. Jahrhunderts. Im Inneren findet sich ein tonnengewölbter Flur mit gotischem Spitzbogenportal um 1500. Seit 1971 steht das Gebäude unter Denkmalschutz.

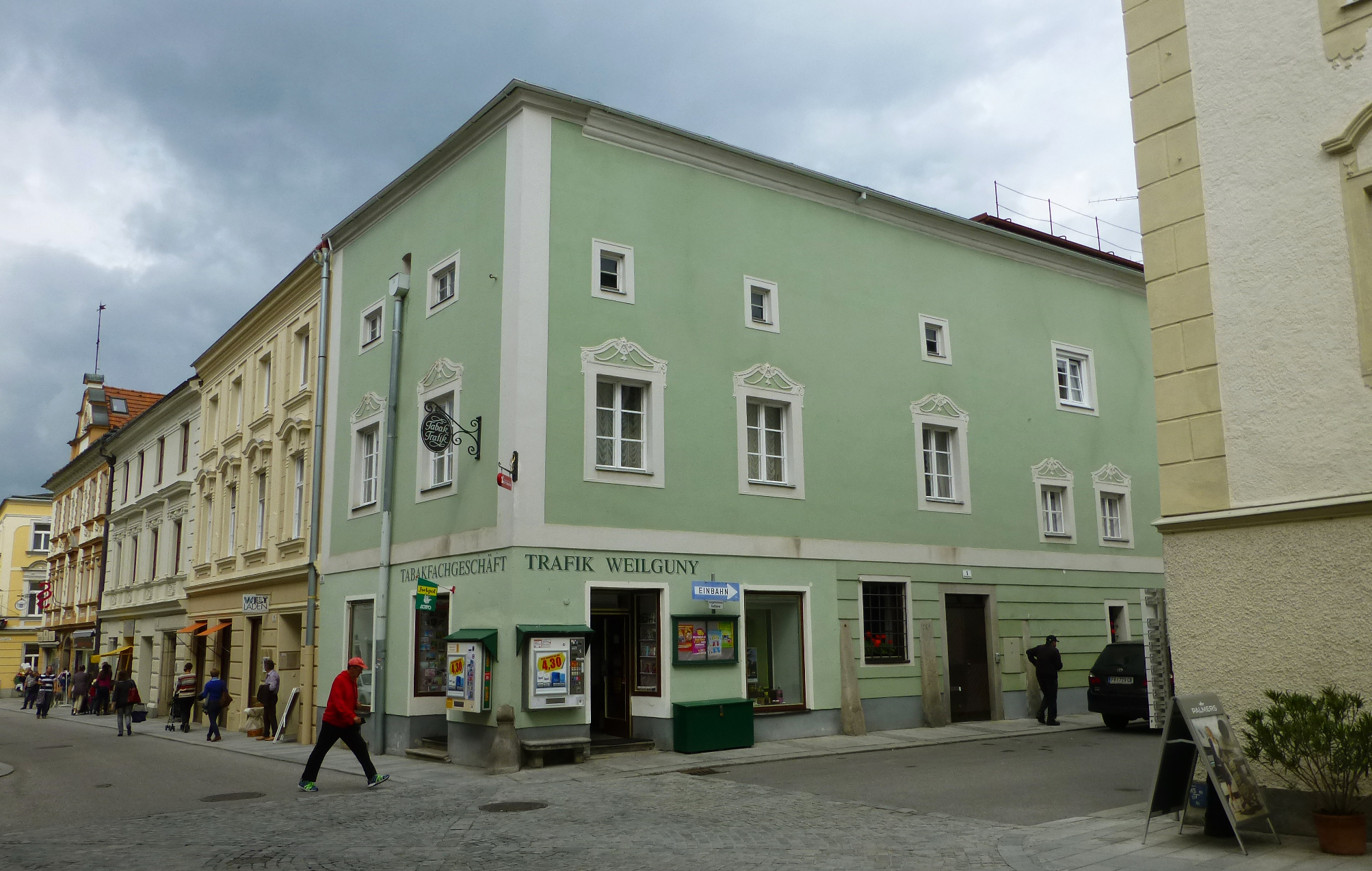
Eckhaus Pfarrgasse 14/Waaggasse 1

Eckhaus Pfarrgasse 12/Waaggasse 2 (Bürgerhaus, früher Stadt Nr. 125)
Ein historisch erhaltenes Gebäude das 1403 erstmals urkundlich erwähnt wurde und seit 1971 unter Denkmalschutz steht. Große Teile sind spätgotisch, die barocke Fassade wurde Mitte des 18. Jahrhunderts gestaltet. Im Inneren finden sich tonnen- und stichkappentonnengewölbte Flure. Der gotische Keller besitzt ein gefasstes Spitzbogenportal aus der Zeit um 1500.
Pfarrgasse 13 (Bürgerhaus, früher Stadt Nr. 35)
Ein historisch erhaltenes Gebäude das 1650 urkundlich als Kupferschmiede erwähnt wurde und seit 1989 unter Denkmalschutz steht. Bis 1931 bestand die Kupferschmiede. Der spätgotische Bau wurde um 1500 verändert und besitzt seit 1789 eine klassizistische Fassade. Im Inneren finden sich im Erdgeschoß ein Tonnen- und Stichkappentonnengewölbe aus dem 16. und 17. Jahrhundert. In der Stube im Obergeschoß ist eine Riemlingdecke.
Eckhaus Pfarrgasse 14/Waaggasse 1 (Bürgerhaus, früher Stadt Nr. 148)
Ein historisch erhaltenes Bürgerhaus das 1537 erstmals urkundlich erwähnt wurde. Im vierten Viertel des 16. Jahrhunderts erfolgte eine Umgestaltung, die spätbarocke Fassade stammt aus 1870/80. Im Inneren ist die Diele und der Flur mit einem Stichkappentonnengewölbe ausgestattet. In der Stube befindet sich eine geschnitzte Riemlingdecke. Seit 1971 steht das Gebäude unter Denkmalschutz.
Pfarrgasse 15 (Bürgerhaus, früher Stadt Nr. 36)
Ein spätgotisches Bürgerhaus aus der zweiten Hälfte des 16. Jahrhunderts mit barocken Veränderungen in der zweiten Hälfte des 18. Jahrhunderts. Der Eingang besitzt ein bemerkenswertes, gotisches Stabwerkportal. Im Inneren gibt es eine reiche Ausstattung mit gewölbten Fluren und in der Stube eine barock verputzte Holzdecke. Das Gebäude steht seit 1989 unter Denkmalschutz.

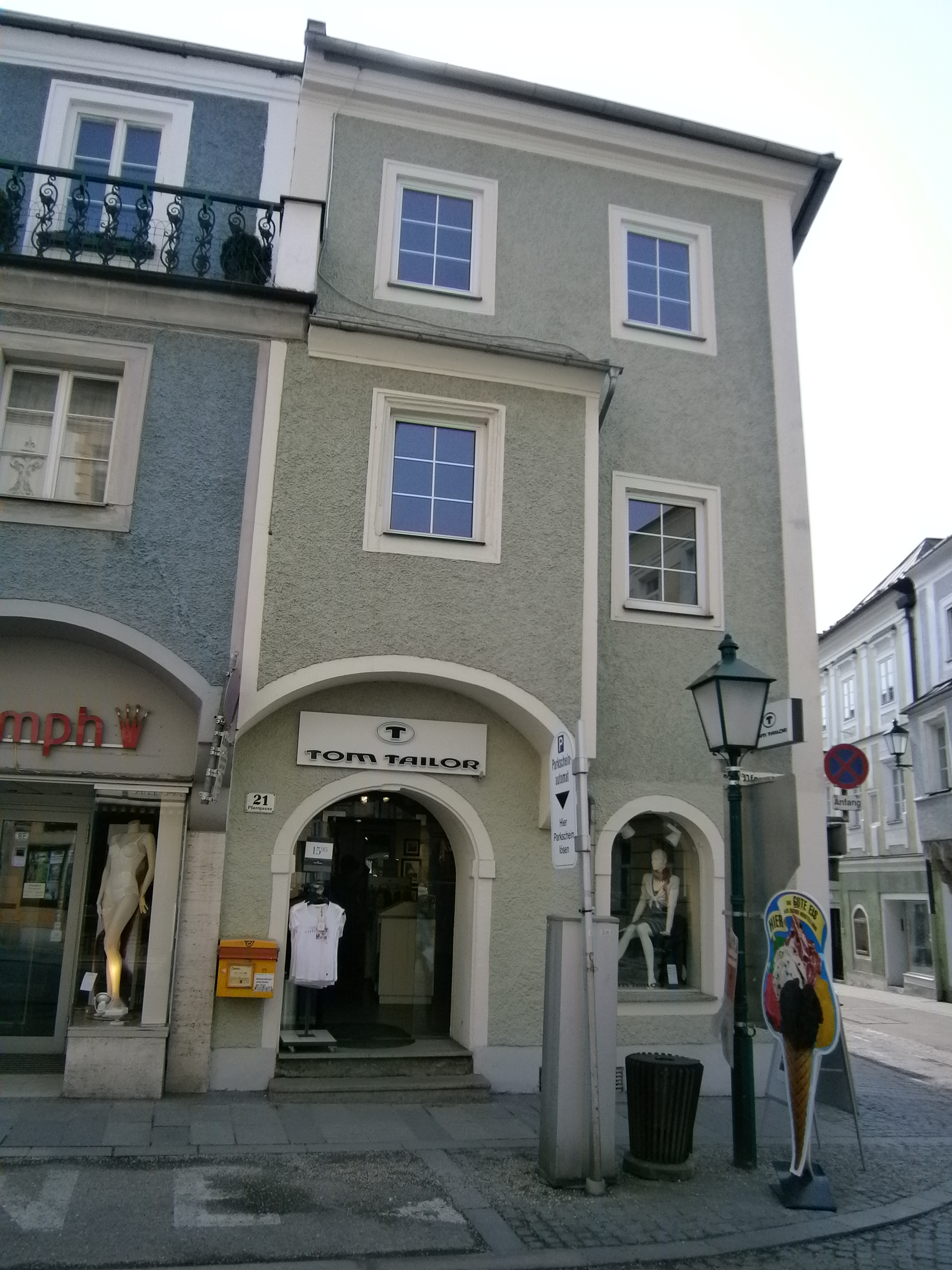
Eckhaus Pfarrgasse 21/Eisengasse

Pfarrgasse 16 (Bürgerhaus, früher Stadt Nr. 149)
Ein dreigeschoßiges Bürgerhaus, das 1530 erstmals urkundlich erwähnt wurde und seit 1989 unter Denkmalschutz steht. Das Gebäude hat spätgotische Teile mit einer sezessionistischen Fassade. Im Inneren hat das Stiegenhaus ein sezessionistisches Geländer vom Anfang des 20. Jahrhunderts. Im Hof existiert ein spätgotisches Spitzbogenportal.
Pfarrgasse 17 (Bürgerhaus, früher Stadt Nr. 37)
Ein spätgotisches Bürgerhaus, das 1454 erstmals urkundlich erwähnt wurde. Ab 1615 bis zum Anfang des 21. Jahrhunderts war es eine Bäckerei. Die historische Fassade stammt aus dem 19. Jahrhundert. Im Inneren sind die Flure tonnengewölbt, die Stuben haben verputzte Holzdecken und ein Raum besitzt einen bemalten Holzboden.
Pfarrgasse 18 (Bürgerhaus, früher Stadt Nr. 150)
Ein spätgotisches Bürgerhaus, das 1530 erstmals urkundlich erwähnt wurde und seit 1990 unter Denkmalschutz steht. Die historische Fassade stammt vom Ende des 19. Jahrhunderts. Das spätgotische Rechteckportal stammt aus dem ersten Drittel des 16. Jahrhunderts. Im Inneren existiert eine Flur mit gefassten Rechteckfenstern um 1500. Weiters gibt es Tonnen- und Stichkappentonnengewölbe aus dem 16. Jahrhundert.
Pfarrgasse 19 (Bürgerhaus, früher Stadt Nr. 38)
Ein spätgotisches Gebäude mit barocken Umbauten im 18. Jahrhundert und Adaptierungen im 19. Jahrhundert. Erstmals wurde das Gebäude 1522 urkundlich erwähnt und steht seit 1994 unter Denkmalschutz. Die Fassade besitzt einen Breiterker auf Konsolen aus dem ersten Drittel des 16. Jahrhunderts. Im Inneren bestehen Kreuzgratgewölbe, ebenfalls aus dem 16. Jahrhundert.
Eckhaus Pfarrgasse 20/Salzgasse 2 (Bürgerhaus, früher Stadt Nr. 151)
Ein spätgotisch, frühneuzeitliches Bürgerhaus, das 1425 erstmals urkundlich erwähnt wurde. Um 1900 wurden Veränderungen am Gebäude vorgenommen, die historische Fassade stammt aus 1902. In der Durchfahrt ist ein Tonnengewölbe aus dem 15. oder 16. Jahrhundert. Seit 1989 steht das Haus unter Denkmalschutz.
Eckhaus Pfarrgasse 21/Eisengasse 1 (Bürgerhaus, früher Stadt Nr. 39)
Ein spätgotisches Bürgerhaus mit Gaube aus dem ersten Viertel des 16. Jahrhunderts. Die Fassade wurde barockisiert. Teile des Gebäudes wurden erneuert und seit 1995 steht das Haus unter Denkmalschutz.
Eckhaus Pfarrgasse 22/Salzgasse 1 (Bürgerhaus, früher Stadt Nr. 70)
Ein historisch erhaltenes Gebäude aus den letzten Jahren des 15. Jahrhunderts. Erstmals urkundlich erwähnt wurde das Haus 1457, die historische Fassade um 1900 gestaltet. Im Inneren habe die Räume im Erdgeschoß Gewölbe aus dem 16. und 18. Jahrhundert. Seit 1989 steht das Haus unter Denkmalschutz.
Eckhaus Pfarrgasse 23/Eisengasse 2 (Bürgerhaus, früher Stadt Nr. 66)
Das historisch gut erhaltenes Bürgerhaus aus dem 16. oder 17. Jahrhundert steht seit 1986 unter Denkmalschutz. Der Hausstock ist bereits älter und wurde erstmals urkundlich im Jahr 1425 erwähnt. Das Haus wurde Mitte des 18. Jahrhunderts aufgestockt und die Fassade barockisiert. Das Erdgeschoß und das erste Obergeschoß sind mit Gewölben ausgestattet.

## Denkmalwürdige Bauten
Diese Gebäude standen bis 2004 noch nicht unter Denkmalschutz, erfüllen jedoch die Bedingungen (Alter, Erhaltungswert) zur Unterschutzstellung.
Pfarrgasse 6 (Bürgerhaus, früher Stadt Nr. 122)
Ein dreigeschoßiges, dreiachsiges Haus mit flachem Satteldach. Der Baukern stammt aus dem 16. Jahrhundert, Umbauten wurden im 18. und 19. Jahrhundert vorgenommen. Die Fassade ist schlicht gestaltet.
Pfarrgasse 10 (Bürgerhaus, früher Stadt Nr. 124)
Ein dreigeschoßiges, dreiachsiges Haus mit Satteldach und niedrigem Dachgeschoß. Der spätgotische Baukern wurde Mitte des 18. Jahrhunderts umgebaut und aufgestockt. Die Fassade hat eine Faschengliederung und geschwungene Fensterverdachungen.